# Хю

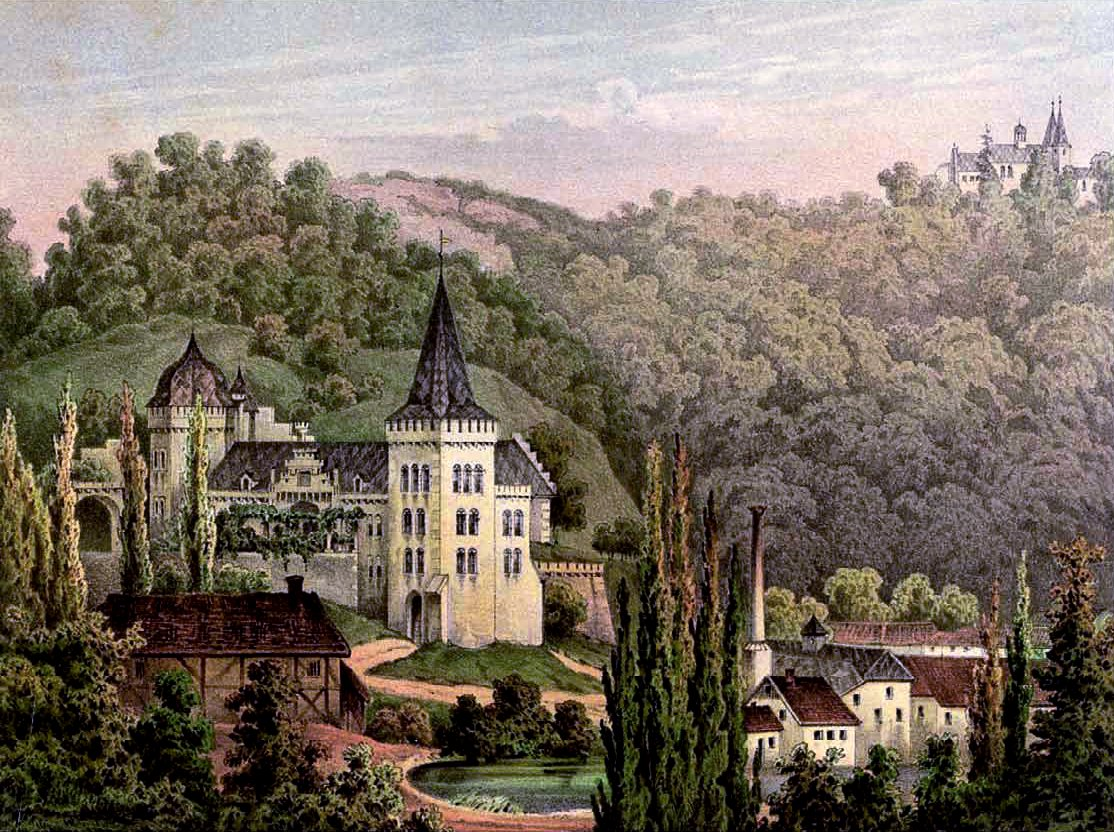
Замок Хюсбург в общине Хю

Хю (нем. Huy, [ˈhuːj]о файле) — община и посёлок в Германии, в земле Саксония-Анхальт. Входит в состав района Хальберштадт. Население составляет 7924 человека (на 31 декабря 2010 года). Занимает площадь 167,28 км².
Расположен в 10 километрах к северо-западу от Хальберштадта. Посёлок Хю является административным центром общины, образованной 1 апреля 2002 года. В её состав вошли следующие прежде независимые общины (ныне населенные пункты):
- Адерштедт (нем. Aderstedt)
- Андербек (нем. Anderbeck)
- Бадерслебен (нем. Badersleben)
- Деделебен (нем. Dedeleben)
- Дингелштедт нем. Dingelstedt)
- Айленштедт (нем. Eilenstedt)
- Айльсдорф (нем. Eilsdorf)
- Хю-Найнштедт (нем. Huy-Neinstedt)
- Пабсторф (нем. Pabstorf)
- Шланштедт (нем. Schlanstedt)
- Фогельсдорф (нем. Vogelsdorf)

Название посёлка на местном наречии означает «высокий» и соответствует литературному нем. hoch или англ. high. Первое упоминание о поселении Хю датируется 997 годом.

## Руководство
На выборах, прошедших 16 июня 2002 года, на должность главы общины был избран Андреас Шуманн (нем. Andreas Schumann). Из 7771 избирателей, в выборах приняли участие 3916 человек. Выборы прошли без острой борьбы — Шуманн набрал 91,5 % голосов в поддержку своей кандидатуры. С марта 2009 посёлок возглавляет Томас Крюгер, набравший на выборах 68,8 % голосов.

## Достопримечательности
- Замок Вестербург